# 19. srpnja
19. srpnja (19. 7.) 200. je dan godine po gregorijanskom kalendaru (201. u prijestupnoj godini).
Do kraja godine ima još 165 dana.

## Događaji
- 1566. – kod Osijeka su Turci dovršili Sulejmanov most
- 1870. – Francuska je objavila rat Pruskoj, koja će je u Francusko-pruskom ratu potući do nogu
- 1877. – održan je prvi teniski turnir u Wimbledonu
- 1900. – otvorena je pariška podzemna željeznica

- 1918. – Britanci su izveli prvi napad s nosača aviona
- 1941. – Churchill počeo je kampanju pod sloganom "V for victory"
- 1947. – Aung San, borac za slobodu Burme, ubijen je par mjeseci prije ostamostaljenja zemlje
- 1956. – potpisana je Brijunska deklaracija
- 1992. – pokrenut prvi internetski server za backgammon u realnom vremenu, FIBS

- 2001. – britanski političar i pisac Geoffrey Archer osuđen je na četiri godine zatvora za krivokletstvo i zloupotrebu pravde
- 2002. – masovne protuameričke demonstracije u Iranu u kojima je sudjelovalo nekoliko stotina tisuća ljudi
- 2004. – potpisana je Mostarska deklaracija.[1]
- 2005. – Libanon je dobio prvu vladu nakon povlačenja sirijskih trupa iz te zemlje, poslije 25 godina

| - 1700. – Ivan Ranger, najveći slikar hrvatskih pavlina († 1753.) - 1759. – Serafim Sarovski, ruski svetac († 1833.) - 1814. – Samuel Colt, američki izumitelj - 1819. – Gottfried Keller, švicarski književnik († 1890.) - 1834. – Edgar Degas, francuski slikar, grafičar i kipar († 1917.) - 1835. – Magdalena Gornik, slovenska mističarka († 1896.) - 1846. – Edward Charles Pickering, američki fizičar i astronom († 1919.) - 1868. – Florence Foster Jenkins, američka pjevačica († 1944.) - 1883. – Max Fleischer, američki animator, redatelj i producent († 1972.) - 1890. – Đuro II., grčki kralj (* 1947.) - 1893. – Vladimir Majakovski, ruski književnik († 1930.) - 1898. – Herbert Marcuse, njemački filozof, sociolog i politički teoretičar († 1979.) - 1921. – Harold Camping, američki propovjednik († 2013.) - 1946. – Ilie Năstase, rumunjski tenisač - 1947. – Brian May, britanski glazbenik - 1952. – Krešimir Pavelić, hrvatski znanstvenik - 1957. – Darko Janeš, hrvatski glumac - 1971. – Vitalij Kličko, ukrajinski boksač - 1976. – Gonzalo de los Santos, urugvajski nogometaš - 1977. – Tomislav Jelinčić, hrvatski TV-voditelj i novinar - 1984. – Adam Morrison, američki košarkaš - 1985. – LaMarcus Aldridge, američki košarkaš | - 514. – Simah, papa - 1374. – Francesco Petrarca, talijanski književnik (* 1304.) - 1415. – Filipa Lankasterska, portugalska kraljica (* 1360.) - 1427. – Stefan Lazarević, srpski knez, sin kneza Lazara i kneginje Milice, vazal turskog sultana Bajazita I. (* 1377.) - 1500. – Miguel da Paz, asturijski princ (* 1498.) - 1824. – Agustín de Iturbide, meksički general i političar (* 1783.) - 1838. – Pierre Louis Dulong, francuski kemičar i fizičar (* 1785.) - 1850. – Margaret Fuller, američka novinarka, kritičarka i zagovornica ženskih prava (* 1810.) - 1855. – Konstantin Batjuškov, ruski pjesnik i prevoditelj (* 1787.) - 1914. – Janez Puh, slovenski izumitelj (* 1862.) - 1936. – Jovan Zujović, srpski geolog i političar, osnivač geološke znanosti u Srbiji - 1947. – Aung San, borac za slobodu Burme - 1955. – Helen Crlenkovich, američka skakačica u vodu (* 1921.) - 1965. – Singman Rhee, korejski političar i prvi predsjednik Južne Koreje (* 1875.) - 1982. – Hugh Everett, američki fizičar (* 1930.) - 1992. – Allen Newell, američki znanstvenik, jedan od osnivača područja umjetne inteligencije (* 1927.) - 2010. – Lorenzen Wright, američki košarkaš (* 1975.) - 2015. – Galina Prozumenščikova, sovjetska plivačica (* 1948.) - 2019. – Rutger Hauer, nizozemski glumac (* 1944.) - 2021. – Ranko Stojić, hrvatski glumac (* 1952.) |

## Blagdani i spomendani
- Dan državnosti u Laosu